# Еммануель Латте Лат
Еммануель Латте Лат (фр. Emmanuel Latte Lath, нар. 1 січня 1999, Абіджан) — івуарійський футболіст, нападник клубу Major League Soccer «Атланта Юнайтед» та національної збірної Кот-д'Івуару. Виступав також за низку європейських, переважно італійських, клубів.

## Клубна кар'єра
Еммануель Латте Лат народився 1999 року в місті Абіджан. Ще в юному віці майбутній футболіст перебрався до Італії, де розпочав займатися в юнацькій команді клубу «Есперія Кальчіо», пізніше перейшов до юнацької команди клубу «Аталанта». У 2016 році івуарійця перевели до першої команди клубу «Аталанта», проте за першу команду клубу Латте Лат так і не зіграв, і до 2022 року грав у орендах в італійських клубах «Пескара»,«Пістоєзе», «Каррарезе», «Імолезе», «П'янезе», «Про Патрія» та СПАЛ. У 2022—2023 роках івуарійський нападник також на правах оренди з «Аталанти» грав у складі швейцарського клубу «Санкт-Галлен».
У 2023 році Еммануель Латте Лат на правах постійного контракту перейшов до англійського клубу «Мідлсбро», у складі якого грав до 2025 року. У складі «Мідлсбро» івуарієць був одним із основних гравців атакувальної ланки команди, та відзначився 27 голами в 59 проведених за клуб матчах. З 2025 року Латте Лат грає в складі американського клубу Major League Soccer «Атланта Юнайтед».

## Виступи за збірну
У 2024 році Еммануель Латте Лат дебютував у складі національної збірної Кот-д'Івуару. Станом на середину червня 2025 року зіграв у складі національної збірної 2 матчі, в яких забитими голами не відзначився.